# Hans-Dieter Hermann
Hans-Dieter Hermann (* 14. Mai 1960 in Ludwigsburg) ist ein deutscher Psychologe, der vor allem durch seine Tätigkeit als Sportpsychologe bekannt ist. Er arbeitet seit dem Jahr 2004 für den DFB als Teampsychologe der deutschen Fußballnationalmannschaft der Herren und ist außerdem Führungskräfte-Coach bei verschiedenen, national und international tätigen Unternehmen sowie Experte bei Olympia-Berichterstattungen des ZDF. Hermann ist Förderpreisträger der Deutschen Gesellschaft für Psychologie (im Jahr 2010 verliehen).

## Leben
Hermann begann in Antwerpen ein Medizinstudium und wechselte schließlich zur Psychologie, deren Studium er an der Universität Würzburg mit dem Abschluss Diplom-Psychologe abschloss. Im Jahr 1988 ging er an die Universität Heidelberg, wo er am Institut für Sport und Sportwissenschaften eine Stelle als Assistent von Hans Eberspächer antrat. In Heidelberg arbeitete er von 1988 bis 2005 als assoziierter Psychologe am Olympiastützpunkt Rhein-Neckar und dem darin integrierten Medizinischen Therapie- und Trainingszentrum (MTT). Außerdem betrieb er eine Praxis für Sportpsychologie in Schwetzingen. Dazwischen promovierte er. 
Seit 1993 ist Hermann als Führungskräfte-Coach und Dozent tätig. Er ist Geschäftsführer und Inhaber des 2007 gegründeten Instituts für Sportpsychologie und Mentales Coaching in Schwetzingen, welches 2012 in Coaching Competence Cooperation Rhein-Neckar umbenannt wurde.
Als Sportpsychologe betreute er unter anderem verschiedene Kaderathleten des Deutschen Sportbundes (DSB, später DOSB), Nationalmannschaften und Profiteams aus den Bereichen Hockey, Turnen, Boxen und Judo. Darüber hinaus arbeitete er mit der Österreichischen Ski-Nationalmannschaft zusammen sowie mit den Schweizer Judoka. Zwischen 2006 und 2010 sowie in der Bundesligasaison 2021/2022 war er Sportpsychologe der Fußball-Profimannschaft der TSG 1899 Hoffenheim. 
2004 holte ihn der damalige DFB-Bundestrainer Jürgen Klinsmann als Sportpsychologe zur deutschen Fußballnationalmannschaft. Seitdem betreut Hermann die Nationalelf bei jeglichen Trainingseinheiten und Spielen sowie bei großen Meisterschaften. Dazu gehörten die Weltmeisterschaft 2006 in Deutschland, 2008 die Europameisterschaft in Österreich und der Schweiz, 2010 die Weltmeisterschaft in Südafrika und die Europameisterschaft in Polen und der Ukraine 2012. Der größte Erfolg folgte mit dem Titelgewinn bei der Weltmeisterschaft 2014 in Brasilien, bei der Hermann ebenfalls Mitglied im Betreuerstab war.
Für die Berichterstattung von den Olympischen Spielen 2012 in London und 2014 in Sotschi war Hermann als sportpsychologischer Experte für das ZDF tätig.

## Lehre
Ab 1991 war Hermann Lehrbeauftragter für die Themen Sportpsychologie, Stress und Kommunikation an der Universität Heidelberg sowie ab 2001 auch an der Pädagogischen Hochschule Heidelberg. Von 2008 bis 2010 war er Professor an der Hochschule für Gesundheit und Sport in Berlin. Von 2010 bis 2023 war er Professor an der Deutschen Hochschule für Prävention und Gesundheitsmanagement und hatte von 2013 bis 2017 eine Gastprofessur am Sportwissenschaftlichen Institut der Universität des Saarlandes inne. Seit Juli 2017 ist Hermann Honorarprofessor am Institut für Sportwissenschaft der Eberhard Karls Universität Tübingen. Am 13. Juli 2017 hielt er dort seine Antrittsvorlesung.

## Privates
Hermann ist Vater zweier Kinder und lebt mit seiner Familie in Schwetzingen.

## Preise und Ehrungen
- Förderpreisträger 2010 der Deutschen Gesellschaft für Psychologie[4]

## Veröffentlichungen
- Der Körper ist willig, doch der Geist hat nicht trainiert: Die psychische Rehabilitation nach Sportverletzungen. In: Hans Eberspächer: Sportpsychologie. Rowohlt, Reinbek bei Hamburg 1993, S. 16–17.
- (mit Hans Eberspächer): Psychologisches Aufbautraining nach Sportverletzungen. BLV, München 1994.
- Interdisziplinäre psychische Rehabilitation. In: J. Voll (Hrsg.):, Handbuch Sporttraumatologie, Sportorthopädie. Ambrosius Barth, Heidelberg 1994, S. 160–171.
- Mediatoren und Modifikatoren der Belastungsreaktionen nach Sportverletzungen. Beiträge zu einem interdisziplinären Modell. Dr. Kovac, Hamburg 2001.
- (mit R. Schmid): Reden wie die Profis. Die perfekte Rede im Beruf. Haufe, Freiburg / Berlin / München 2003.
- Psychische Belastungsreaktionen im leistungsorientierten Fußball – Übersicht und Trainingsmöglichkeiten. In: Sportmedizin, 57 (2006), S. 138–141.
- (mit B. Peters, M. Müller-Wirth): Führungsspiel. Heyne, München 2008.
- (mit M. Immenroth, Hans Eberspächer): Training kognitiver Fertigkeiten. In: J. Beckmann, M. Kellmann (Hrsg.): Enzyklopädie der Psychologie, Serie: Sportpsychologie, Band: Anwendungsfelder der Sportpsychologie. Hogrefe, Göttingen 2008, S. 119–176.
- (mit J. Mayer): Mentales Training. Springer, Heidelberg u. a. 2009. (2. überarbeitete Auflage 2011).
- (mit J. Mayer): Mentalstrategien für den Alltag. Was wir von Leistungssportlern lernen können. Techniker Krankenkasse, Hamburg 2010.
- (mit J. Mayer): Sportpsychologische Praxis im Fußball. In: D. Beckmann-Waldenmeyer, J. Beckmann (Hrsg.): Handbuch sportpsychologischer Praxis. Spitta, Balingen 2012.
- (mit J. Mayer): Sportpsychologie im Nachwuchsfußball. Philippka-Sportverlag, Münster 2014.
- (mit J. Mayer): Makethemgo. Murmann, Hamburg 2014.